# Ligue allemande des droits de l'homme
La Ligue allemande des droits de l'homme (Deutsche Liga für Menschenrechte) est une organisation allemande de promotion des droits de l'homme.

## Histoire
La Ligue allemande des droits de l'homme est fondée le 16 novembre 1914 sous le nom de Bund Neues Vaterland. Elle collabore avec la Ligue française des droits de l'homme, fondée en 1898. Suivant son modèle, la Bund Neues Vaterland prend le nom de Ligue allemande des droits de l'homme et fonde la Fédération internationale pour les droits humains avec les Français et des personnes partageant les mêmes idées, originaires d'autres pays européens.
Les membres célèbres de la Ligue allemande entre les deux guerres mondiales sont Kurt Grossmann, Carl von Ossietzky, Albert Einstein, Kurt Tucholsky et Berthold Jacob. En plus de leur engagement en faveur des droits du citoyen individuel, Ossietzky et Einstein plaident pour la justice dans les relations internationales. Pour ce faire, ils appellent à ce que la législation internationale et les tribunaux internationaux soient respectés par tous les États. Cela conduira à la fondation des organisations mondiales du Mouvement fédéraliste mondial et des Citoyens du Monde en 1948.
La Ligue s'oppose au nazisme dès son émergence. En 1933, après l'accession au pouvoir, les nazis dissolvent la Ligue. Ses archives sont détruites. Certaines des personnalités fuient à l'étranger, d'autres sont enfermées dans des camps de concentration. Une campagne internationale aboutit au décernement du prix Nobel de la paix à Ossietzky en 1935. Ossietzky meurt en 1938 à l'hôpital de la police des suites des sévices dont il fut victime.
En 1941, lorsque la FIDH, basée à Paris, ne plut agir en raison de la guerre, une nouvelle organisation faîtière internationale pour le mouvement des droits de l'homme est fondée à New York, la Ligue internationale des droits de l'homme.
Les membres de la Ligue allemande des droits de l'homme, dissoute par les nazis, se réunissent dans la conviction que tous les Allemands sont coupables de la Seconde Guerre mondiale. Ils se prononcent pour informer la population allemande qu'il y eut des violations massives des droits de l'homme sous le régime nazi. En 1949, les membres reçoivent l'approbation officielle pour poursuivre leurs activités d'association. Le siège est d'abord à Berlin. Des sections régionales sont fondées dans les années 1950, par exemple en Bavière en 1955 et à Hambourg en 1957. La Ligue internationale des droits de l'homme, fondée à Berlin en 1959, n'a rien à voir avec la Ligue allemande des droits de l'homme.
En 1959, le secrétaire général adjoint, Wolfram von Hanstein, est dénoncé comme un espion de la RDA et condamné à six ans de prison pour trahison en 1960. En plus de la Ligue, il avait enquêté dans d'autres organisations non gouvernementales au profit de la Stasi. Cette affaire provoque des troubles considérables au sein de la Ligue et porte atteinte à la réputation de l'organisation. La classification comme infiltration du communisme, comme cela s'est produit dans certains organes de presse, n'est cependant pas fondée. Le membre du présidium bavarois Friedrich Haugg utilise son influence pour convaincre les membres et sympathisants du SPD de rejoindre la Ligue. À partir de 1960, l'association régionale de Bavière acquiert une influence significative. En 1961, le siège quitte Berlin pour Munich. Dans les années suivantes, il y eut des différends politiques entre la Ligue allemande et la Ligue internationale.
Les questions politiques et les domaines de travail que traite la Ligue comprennent principalement les conflits avec les autorités et les institutions puissantes, y compris la séparation forcée des enfants de leurs parents.